# Up-and-coming

Logo des Festivals

Das up-and-coming Filmfestival in Hannover ist ein Wettbewerb für Schüler, Studenten und Jugendliche bis zum Alter von 27 Jahren und findet alle zwei Jahre statt. Das Filmfest existiert bundesweit seit 1982 und international seit 1991 als up-and-coming Int. Film Festival Hannover. Es werden auf dem Festival alle ausgewählten Filme in einzelnen Programmblöcken präsentiert, in denen Moderatoren jeden Film und die beteiligten Filmemacher vorstellen. Die Mitglieder der nationalen und der internationalen Jury werden für jedes Festival neu ausgewählt und sehen zusammen mit dem Publikum alle Filme zum ersten Mal. Erst am Ende des Festivals entscheidet die Jury über die Preisträger.

## Chronik

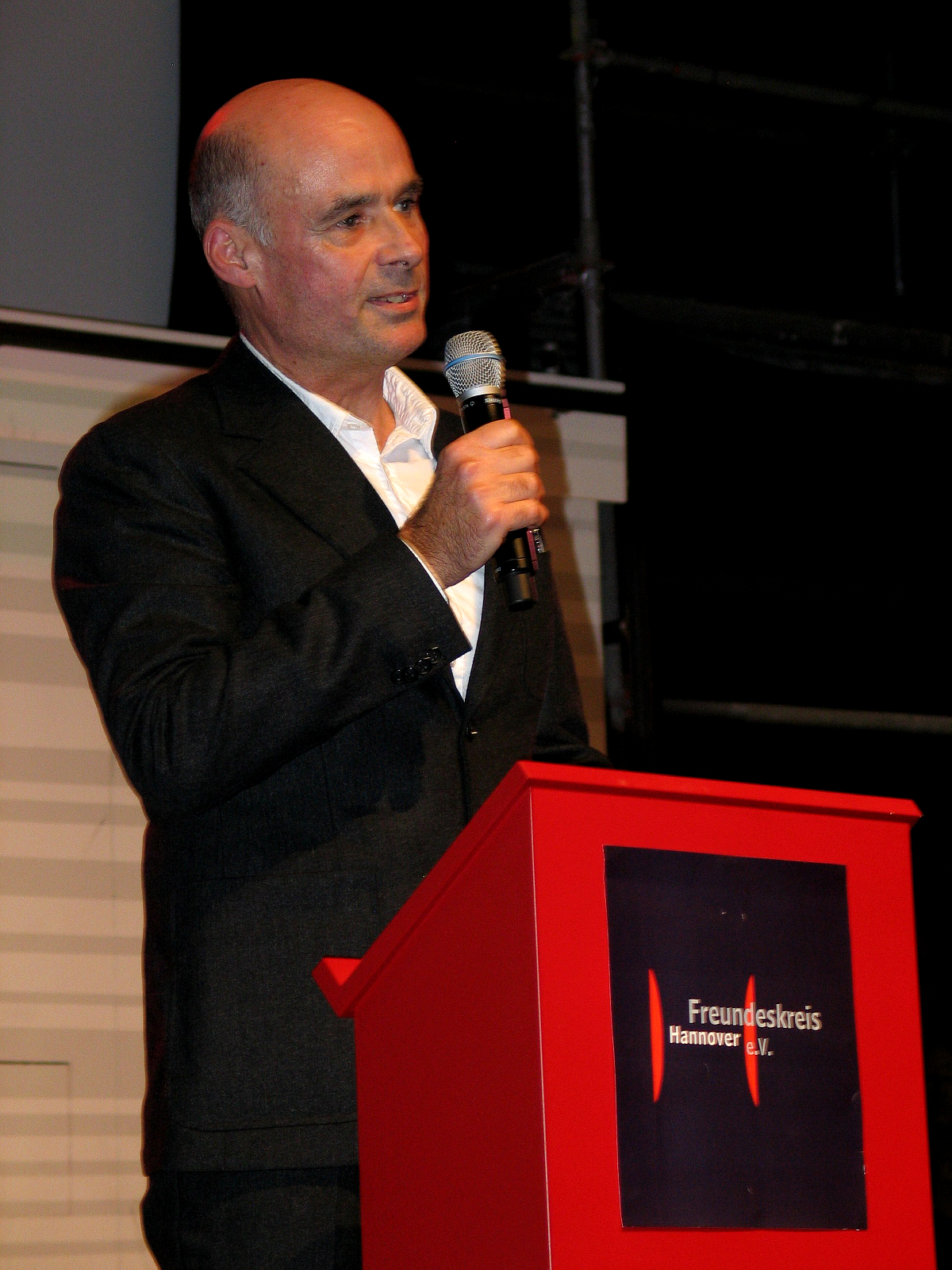
Burkhard Inhülsen, Gründer von up-and-coming, 2012

Gründer des Filmfestivals ist Burkhard Inhülsen. Er ist mit Karin Inhülsen Direktor des Filmfestivals, der Co-Direktor und künstlerische Leiter Harald Inhülsen starb 2017. Die erste Veranstaltung lief im Januar 1982 unter dem Namen „erstes bundesweites Schülerfilmfestival“. Die Einsendung von über 500 Filmen aus allen Teilen Deutschlands im seinerzeit gängigen Super8-Format übertraf alle Erwartungen. Ab 1983 wurde aus dem Festival eine Biennale, d. h. das Festival wird seitdem alle zwei Jahre veranstaltet. Zum 10. up-and-coming Festival 2009 gab es 2950 Filmeinsendungen aus 60 Staaten; für das internationale Wettbewerbsprogramm wurden 106 Filme aus 34 Ländern ausgewählt, für das nationale Wettbewerbsprogramm 105 Filme. Im Jahr 2012 verlieh der Freundeskreis Hannover Burkhard Inhülsen für die Ausrichtung des Festivals den Stadtkulturpreis.

## Preise
Im Rahmen des up-and-coming-Filmfestivals werden verschiedene Preise verliehen, so wie seit 2005 die Auszeichnung Deutscher Nachwuchsfilmpreis. Mit dem Preis werden drei junge Filmemacher ausgezeichnet, deren Filmarbeit die Kriterien „einfallsreich, ungewöhnlich, humorvoll, provokativ und eigenwillig“ erfüllt. Die Auszeichnung ist mit einer Statue (Filmkomet), einem Preisgeld und seit 2007 mit einer zweijährigen Produzenten-Patenschaft verbunden. Jeder Preisträger erhält die Möglichkeit, eine neue Filmidee mit Unterstützung eines Paten aus der Filmbranche zu realisieren. Preisstifter ist das Bundesministerium für Bildung und Forschung (BMBF).
Die Paten für die Preisträger „Deutscher Nachwuchsfilmpreis 2007“ waren Regina Ziegler (Ziegler Film), Volker Engel (uncharted territory), Peter Rommel (Peter Rommel Filmproduktion). Seit November 2009 läuft die Patenschaft von Christian Becker (Rat Pack Filmproduktion), Hans W. Geißendörfer (Geißendörfer Film- und Fernsehproduktion) und Bettina Brokemper (Heimatfilm).

## Preisträger im deutschen Wettbewerb (seit 2007)
| Jahr | Preisträger                 | Filmtitel                                  | Jurymitglieder                                                                    |
| ---- | --------------------------- | ------------------------------------------ | --------------------------------------------------------------------------------- |
| 2007 | Lisei Caspers               | Grenzgebiet – Spiritual healing            | Stefan Sporn, Georg Georgi, Mirjam Weichselbraun, Anna Fischer, Bastian Clevé     |
| 2007 | Richard Lamprecht           | Kids in Black – Der sonderbare Stein       | Stefan Sporn, Georg Georgi, Mirjam Weichselbraun, Anna Fischer, Bastian Clevé     |
| 2007 | Jan Riesenbeck              | Kopfgeburtenkontrolle                      | Stefan Sporn, Georg Georgi, Mirjam Weichselbraun, Anna Fischer, Bastian Clevé     |
| 2009 | Justin Peach                | Kleine Wölfe                               | Cornelia Ackers, Helene Hegemann, Nikolai Kinski, Moritz Krebs                    |
| 2009 | Axel Ranisch & Tanja Bubbel | Glioblastom                                | Cornelia Ackers, Helene Hegemann, Nikolai Kinski, Moritz Krebs                    |
| 2009 | Florian Schnell             | Hybris                                     | Cornelia Ackers, Helene Hegemann, Nikolai Kinski, Moritz Krebs                    |
| 2011 | Friederike Hoppe            | Naiv sein und wissen, dass das ein Weg ist | Paula Kalenberg, Bibiana Beglau, Daniel Blum, Sophie Molitoris, Richard Sammel    |
| 2011 | Magdalena Lepp              | Traumwald                                  | Paula Kalenberg, Bibiana Beglau, Daniel Blum, Sophie Molitoris, Richard Sammel    |
| 2011 | Dennis Stein-Schomburg      | Andersartig                                | Paula Kalenberg, Bibiana Beglau, Daniel Blum, Sophie Molitoris, Richard Sammel    |
| 2013 | Jonas Dichelle              | Ottos Adventures                           | Iris Baumüller, Bibiana Beglau, Saskia Rosendahl, Marc Rensing, Jan Georg Schütte |
| 2013 | Joscha Thelosen             | The Hour Glass                             | Iris Baumüller, Bibiana Beglau, Saskia Rosendahl, Marc Rensing, Jan Georg Schütte |
| 2013 | Anna Roller                 | Kuntergraudunkelbunt                       | Iris Baumüller, Bibiana Beglau, Saskia Rosendahl, Marc Rensing, Jan Georg Schütte |
| 2017 | Shamila Lengsfeld           | Blake                                      | Karimah El-Giamal, Oliver Schütte, Reinhild Blaschke, Xao Seffcheque, Hanna Huge  |
| 2017 | Bela Brillowska             | Artist Talk                                | Karimah El-Giamal, Oliver Schütte, Reinhild Blaschke, Xao Seffcheque, Hanna Huge  |
| 2017 | Simon Schneckenburger       | Am Tag die Sterne                          | Karimah El-Giamal, Oliver Schütte, Reinhild Blaschke, Xao Seffcheque, Hanna Huge  |
| 2019 | Natascha Zink               | Abbruch                                    | Michel Birbaek, Gabi Rudolph, Nele Kiper, Sven Taddicken, Daniele Rizzo           |
| 2019 | Paul Scholten               | Biotop                                     | Michel Birbaek, Gabi Rudolph, Nele Kiper, Sven Taddicken, Daniele Rizzo           |
| 2019 | Alexander Conrads           | Löwin                                      | Michel Birbaek, Gabi Rudolph, Nele Kiper, Sven Taddicken, Daniele Rizzo           |

2023
- Deutsche Nachwuchsfilmpreis:
  - Alles gehört zu Dir (Regie: Hien Nguyen und Mani Pham Bui; Drehbuch: Mani Pham Bui, Kimsa Nguyen, Bao Nguyen, Hien Nguyen, Tommy Vu Nguyen).
  - Baby Boy (Regie: Jannik Weiße, Drehbuch: Jannik Weiße, Dang An Tran, Maximilian Welker)
  - Kaugummi von Dascha Petuchow
- Lobende Erwähnungen:
  - Border Conversations (Regie: Jonathan Brunner)
  - Pickles (Regie: Oleksandra Krasavtseva)
  - Wasserbärenboy (Regie: Cornelius Baum)
- Bundes-Schülerfilm-Preis
- Catch Up! (Regie: Anton Krämer, Justus Krämer)
- up-and-coming international Award
  - Acid Base (Regie: Shirin Ekhlasi; Drehbuch: Farshad Rezaei)
  - Hadis (Regie: Nazrin Aghamaliyeva)
  - God Forbid aus Kenia (Regie: Yvan King Mukunzi; Drehbuch: Kelvin Kibui Mwangi & Steven Ng'ang'a Gitau)
- lobende Erwähnung:
  - May 2000 (Regie: Kirill Sultanov)

## Schriften (Auswahl)
- up and coming 19.-22 Nov. 2015. 13. Internationales Film Festival Hannover. Programm (124 Seiten), Begleitschrift in deutscher und englischer Sprache, Hrsg.: Bundesweites Schülerfilm- und Videozentrum e. V., Hannover, [2015]
- Up-and-coming: Film-Festival Hannover, 31 Okt. – 4 Nov. [2001]: Internationaler Nachwuchswettbewerb; Wunden & Visionen der Megalopolen: Bogotá, Moskau, Singapur, Dakar. Veranstaltet von: „Bundesweites Schülerfilm- und Videozentrum e. V.“ in Hannover. Kestnergesellschaft, Hannover 2001
- Burkhard und Karin Inhülsen, Rolf Knobloch: Der jüngste deutsche Film: Film- und Videoarbeit von Schülern. Bundesweites Schülerfilm- und Videozentrum, Hannover 1988, 2. Aufl. 1989

## Medienecho (Auswahl)
- Uwe Janssen: Eine schrecklich kreative Familie / Das Internationale Jungfilmer-Festival „Up and Coming“ zählt zu den renommiertesten weltweit. Eindrücke von einer besonderen Leistungsschau, in: Hannoversche Allgemeine Zeitung vom 23. November 2015, S. 11
- N.N.: „Up and Coming“ vergibt Preise, in: Neue Presse vom 23. November 2015, S. 7